# アレクサンドル・シェルバネスク
アレクサンドル・シェルバネスク（Alexandru Șerbănescu、1912年5月17日 - 1944年8月18日）は、ルーマニア王国空軍の軍人で、第二次世界大戦中のエース・パイロット。

## 経歴
1912年5月17日、オルト県コロネシュティに生まれた。1933年にシビウの歩兵士官学校を卒業して少尉に任官、ブラショフの山岳兵部隊に入隊した。
1939年に空中観測員学校へ入校し、同年に飛行士の資格を取得した。1940年には飛行学校に入り、10月31日に戦闘操縦士資格を取得、戦闘機パイロットとなりPZL P.11、IAR-80、Bf109Eを操縦した。
1942年4月、シェルバネスク中尉は第7戦闘航空群に転属し、9月、第57戦闘飛行隊の一員としてスターリングラードへ初出撃した。しかし、9月12日に飛行隊長が戦死したため、シェルバネスクが隊長代理を命じられた。9月17日、スターリングラード北東でYak-1を撃墜したのが彼の初戦果となった。
11月22日夜、カルポフカ飛行場はソ連軍の攻撃を受け、歩兵将校として訓練を受けたシェルバネスクの指導のもと防衛を行なっていた。しかしソ連軍に包囲されて緊急避難することになり、Bf109Eの無線機と装甲板が取り外され、パイロット達は地上勤務員を一人ずつ乗せて夜明け前に飛び立った。
1943年3月6日、シェルバネスクは大尉に進級。30名のパイロットが選抜されてドイツ空軍第3戦闘航空団内に実験的に設けられる「ドイツ=ルーマニア王国戦闘団」が編成されると、同部隊に配属されるルーマニア空軍の3つの飛行隊のひとつ、第57戦闘飛行隊の指揮官となった。ルーマニア人たちは新品のBf109Gを受領して3月末までに出撃を開始した。この時期からシェルバネスクはスコアを伸ばし始め、5月までの200回を超える出撃の間に8勝利を収めた。
6月1日、合同戦闘団が解散されると、シェルバネスクとその飛行隊はルーマニア第1航空軍団に属して戦いを続けた。シェルバネスクは勝利を重ね、7月5日に航空有功勲章騎士十字章を授与された。その4日後、敵軍縦隊を機銃掃射中に対空銃火で顔面を負傷し、かろうじて基地に不時着した。しかし傷が治ったばかりの8月20日に再び負傷し、顔面に永久に傷跡が残った。
8月には確実10機、不確実2機という最も多くの戦果を上げ、8月31日に功３等ミハイ勇敢公勲章を授与され、ドイツからも一級鉄十字章を贈られた。
9月には3週間の休暇を得たため不確実1機のスコアだけであったが、10月にはA-20爆撃機1機のほか、Yak-9など6機の撃墜を報告した。10月10日の戦闘で、シェルバネスクは燃える機体で敵と友軍の中間地点に不時着し、第4山岳師団の兵士たちに救出された。
1944年に入るとソ連軍との戦闘が激化し、1月14日にはレペティハ上空でヤク戦闘機11機と単身戦い、1機を撃墜した。2月9日には第9戦闘航空群の司令に就任したため、2月と3月にはそれぞれ1機ずつのスコアに留まった。4月にはライバルであるコンスタンティン・カンタクジノ大尉のスコアを追い抜き、実戦出撃500回を達成した。6月11日、シェルバネスクはアメリカ陸軍航空隊のB-17を撃墜し、7月にはP-38、P-51を撃墜したが、8月4日にP-51Dを撃墜したのが彼の最後の勝利となった。
8月18日、劣勢のルーマニア機はアメリカ第31戦闘航空群のP-51数十機に高高度からの攻撃を受け、その戦闘でシェルバネスク大尉は戦死した。無線機が故障していたため、P-51が背後に回ったことを知らせる僚機からの警告を聞くことができなかった。銃撃を受けたシェルバネスクのBf109G-6はブラショフ近郊の渓谷に墜落した。

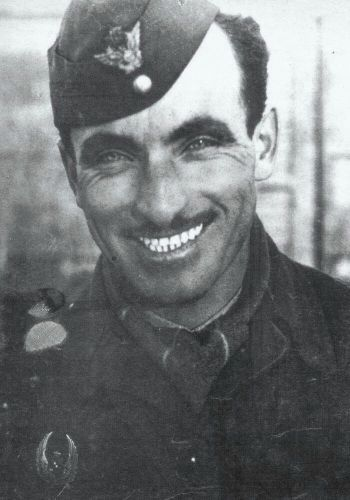
アレクサンドル・シェルバネスク（1943年）

シェルバネスクは実戦出撃590回、空戦235回を戦い、撃墜確実44機、不確実8機で連合軍機に対する撃墜数でルーマニア第1位となった。現役パイロットでは前例のない功２等ミハイ勇敢公勲章の受勲を推薦されたが、その戦死5日後にルーマニアが連合国側に陣営を移したため勲章は贈られなかった。
優勢な敵に立ち向かい、枢軸時代の同盟国と戦わず戦死したため、ルーマニア飛行士たちからあまねく尊敬を集め伝説の人物となった。1944年8月23日の政変以降、シェルバネスクの名は政治的タブーとされたが、1989年12月に共産主義体制が崩壊すると、再び称賛の対象となった。ブカレスト市内の大通りのひとつには彼に名が付けられている。ブカレストのゲンチェア軍人墓地では、シェルバネスクの命日に存命パイロットたちが集まり、故人を偲ぶ習わしが共産主義体制時代から続いている。